# Menü (Speisenfolge)

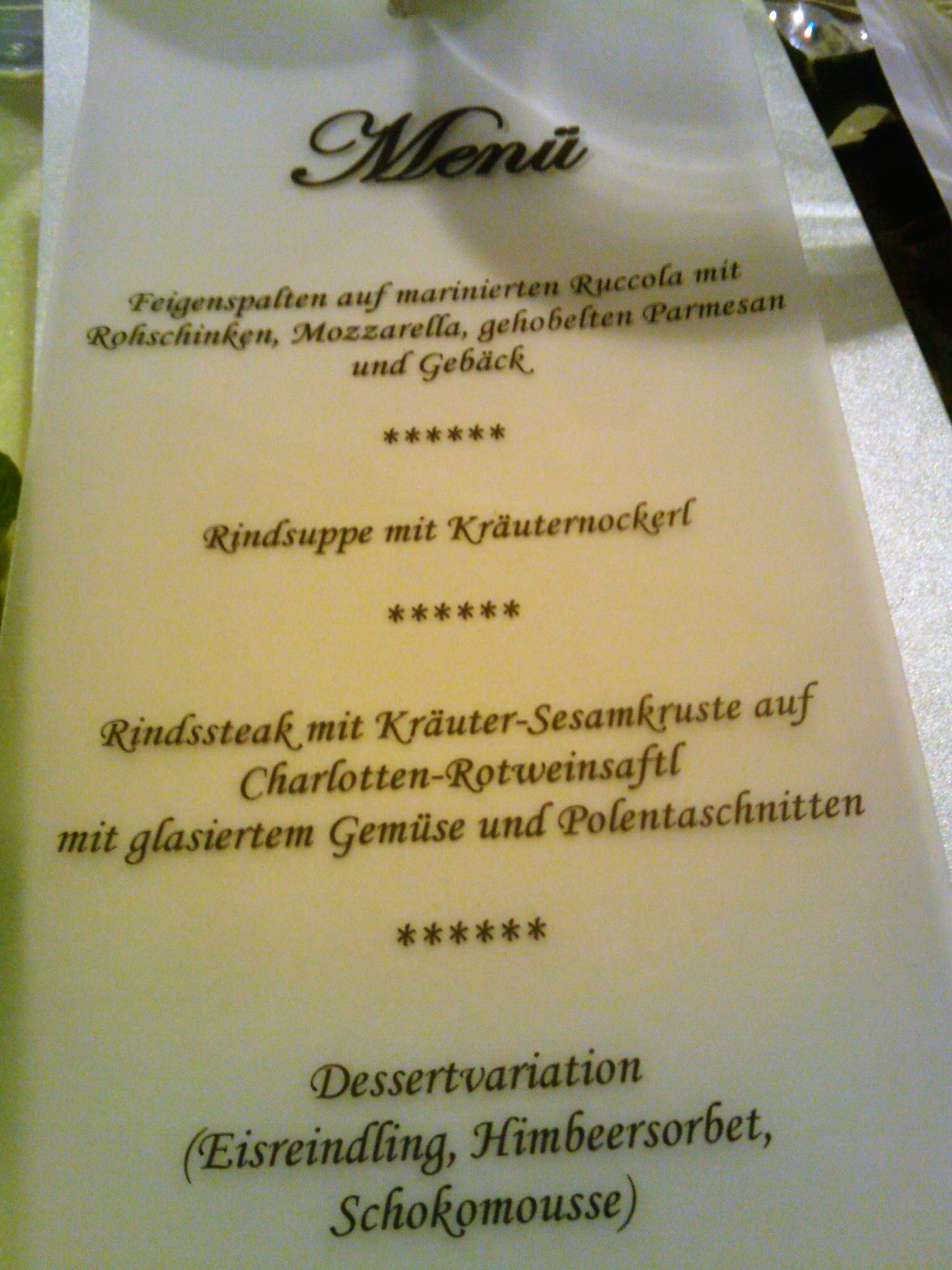
4-Gänge-Menü für eine Hochzeitsfeier in Kärnten (2010)

Als Menü (im 19. Jahrhundert aus französisch menu für „klein“, „Kleinigkeit“ entlehnt) bezeichnet man eine Kombination von Speisen, die aus mehreren Gängen besteht.

## Geschichte

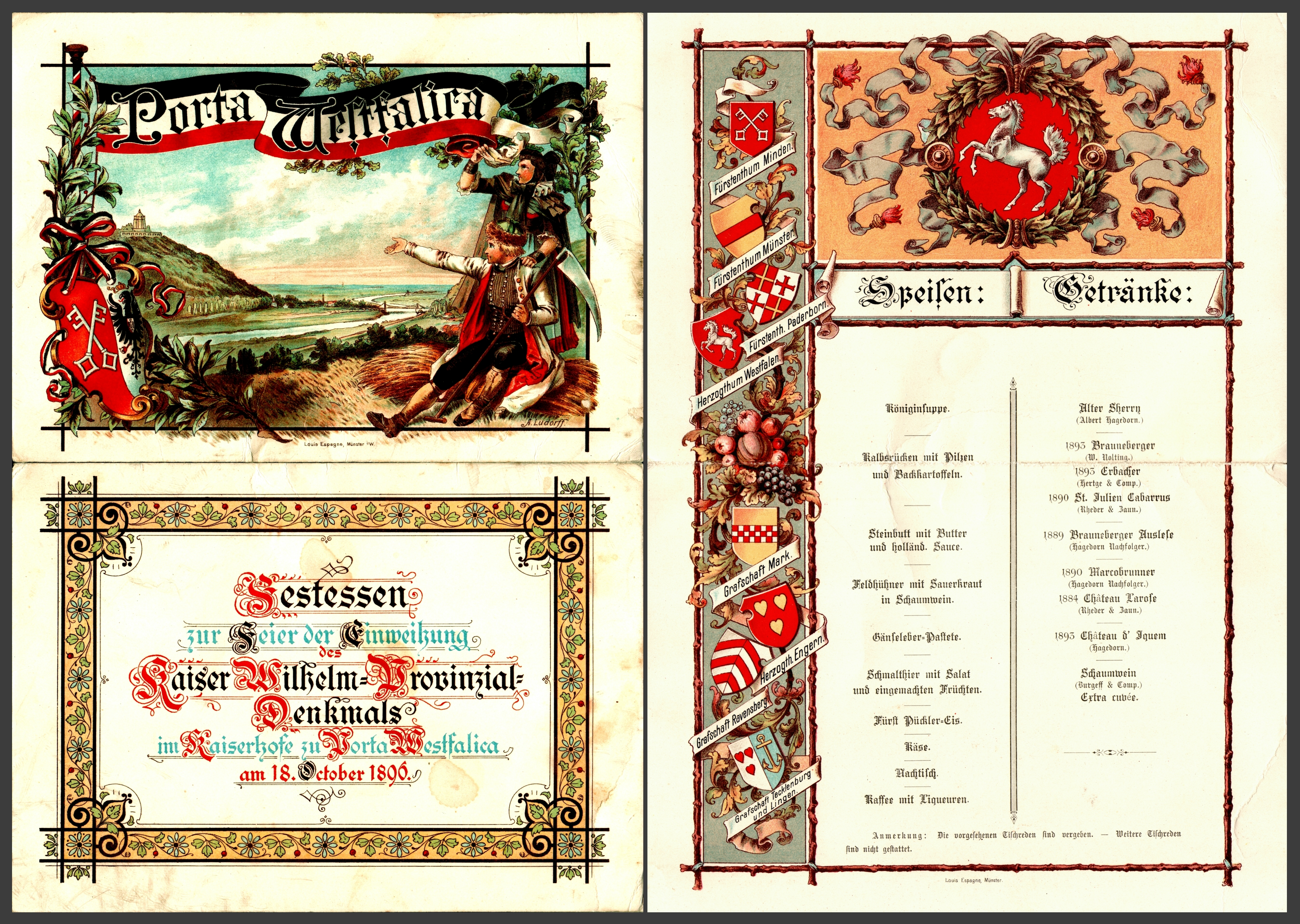
Menü des Festessens im Hotel Kaiserhof in Porta Westfalica anlässlich der Einweihung des Kaiser-Wilhelm-Denkmals 1896

Bereits die Esskultur im Römischen Reich bestand aus Vorspeise (lateinisch antecenium, gustatio), Hauptgericht (lateinisch mensa prima) und Nachspeise (lateinisch savillum, secunda mensa). Viele Gastmahle sind aus jener Zeit überliefert wie das des Cornelius Lentulus oder Plinius des Jüngeren.
Die heute in der westlichen Welt übliche Menüfolge aus mehreren Gängen hintereinander ist vergleichsweise jung. Sie wurde erst im Verlauf des 19. Jahrhunderts allmählich üblich. Der russische Fürst Kurakin soll erstmals 1830 in Paris auf diese Weise ein Festbankett servieren lassen haben. Die Speisenfolge steigert sich im Geschmack (von pikant/stimulierend bis zu süß), in der Konsistenz (über flüssig/leicht bis zu bissfest und wieder leicht) und Vermischung oder Trennung der Speisebestandteile (vermischt bei Suppen, getrennt bei Hauptspeise bis vermischt bei Nachspeise).
Das klassische Menü ist eine sinnvolle Aneinanderreihung von Speisen. Begonnen wird mit leichten „Happen“ (Amuse-Gueule oder französisch mise en bouche), die das Menü einleiten. Dann folgen Vorspeisen oder Suppe. Gehaltvollere Speisen, also Fleisch- und Fischgerichte, stellen den Hauptteil des Menüs dar. Sorbets haben eine frische und neutralisierende Wirkung, man serviert sie manchmal zwischen Gängen, um ein Menü kurzzeitig zu unterbrechen bzw. starke Geschmacksunterschiede voneinander abzugrenzen.

## Zusammenstellung

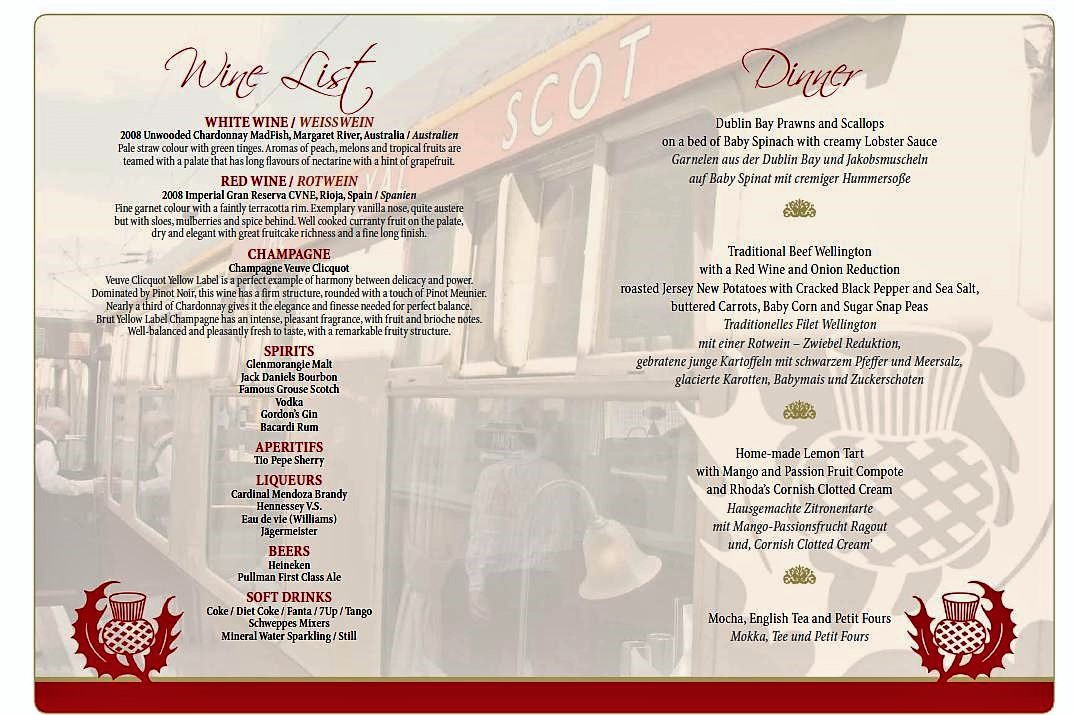
Menü und Getränkeauswahl (links) für einen Charterfahrt-Sonderzug in England (englisch, deutsch; 2010)

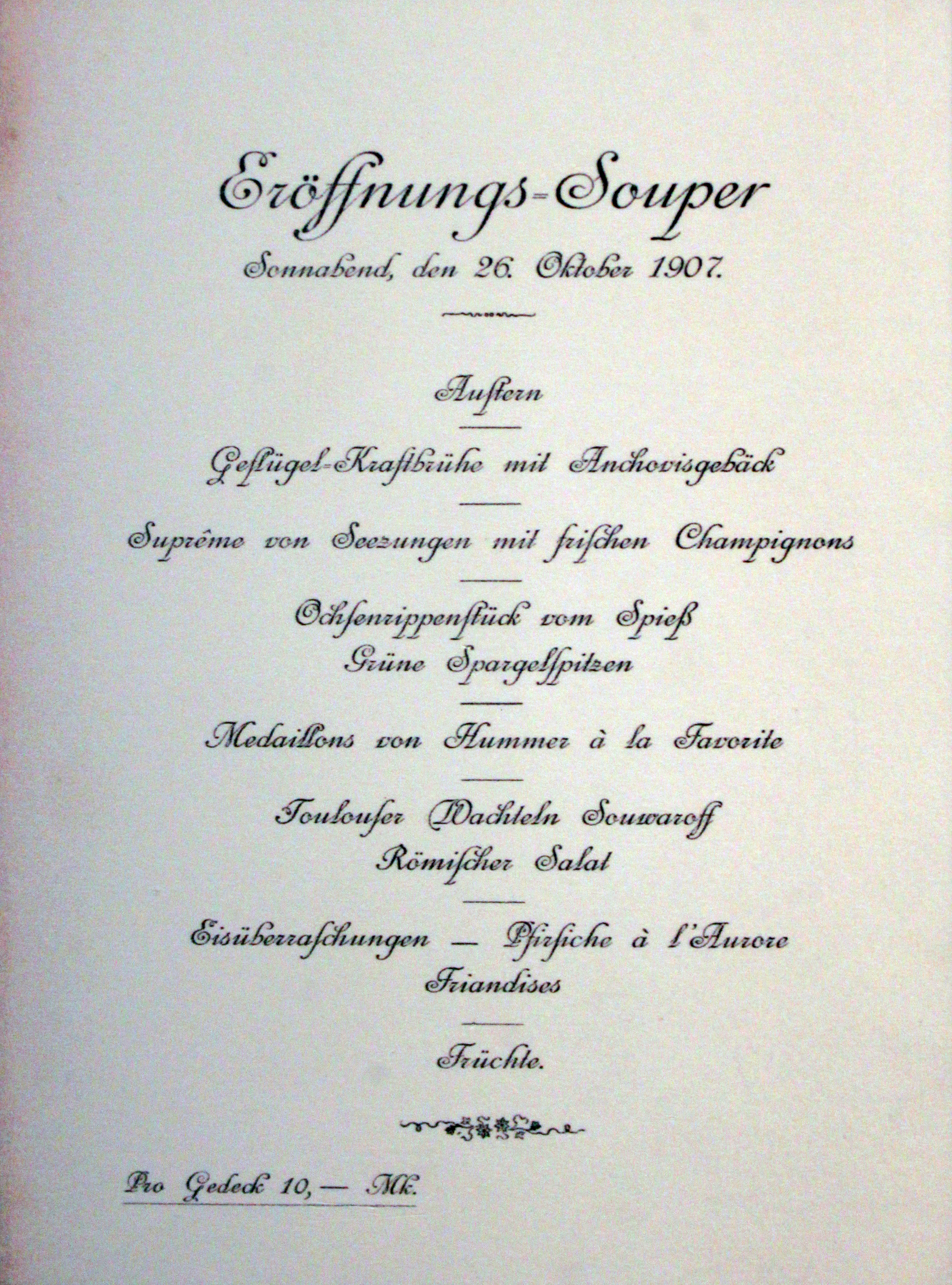
Menü anlässlich der Eröffnung des Hotels Adlon in Berlin 1907

Bei einem Menü handelt es sich nicht um eine willkürliche Aneinanderreihung von Speisen, dies betrifft die Vermeidung von Wiederholungen der Rohstoffe in der Speisenfolge, aber auch deren Zubereitungsart.
Menüs können unter ein Motto gestellt werden, wie z. B. „Aus dem Meer“ (Fisch und Meeresfrüchte, Seetang) oder „Aus dem Wald“ (Wild, Pilze, Maronen, Beeren usw.).
Die Nennung eines Gerichts folgt oft dem Muster: Hauptbestandteile und deren Zubereitungsart, Soße, Gemüse, Sättigungsbeilage und Salat.